# The King of Fighters R-2
The King of Fighters R-2 é a sequência do The King of Fighters R-1 que saiu para Neo Geo Pocket em 1998. O mesmo cartucho é compatível com a Neo Geo Pocket e a Neo Geo Pocket Color.